# Dojva, Turiisk
Dojva (în ucraineană Дожва) este un sat în comuna Novîi Dvir din raionul Turiisk, regiunea Volînia, Ucraina.

## Demografie
Componența lingvistică a localității Dojva
     Ucraineană (99,3%)
     Alte limbi (0,7%)
Conform recensământului din 2001, majoritatea populației localității Dojva era vorbitoare de ucraineană (99,3%), existând în minoritate și vorbitori de alte limbi.